# Barytarbes compos
Barytarbes compos är en stekelart som först beskrevs av Davis 1897.  Barytarbes compos ingår i släktet Barytarbes och familjen brokparasitsteklar. Inga underarter finns listade.